# Steve Monroe
Pour les articles homonymes, voir Monroe.
Steve Monroe, né le 30 octobre 1972 à Tulsa en Oklahoma, est un acteur américain.

## Filmographie

### Cinéma
- 1988 : Soldier Jack or The Man Who Caught Death in a Sack : le garçon effrayé
- 1996 : Le Professeur Foldingue : un étudiant
- 1997 : Austin Powers : le fils
- 1998 : Big Party : Headbanger
- 2000 : Red Letters : Schminick
- 2000 : Space Cowboys : le serveur
- 2000 : Seul au monde : Steve Larson
- 2000 : Miss Détective : Frank Tobin
- 2001 : Going Greek : Nick
- 2002 : Girl Fever : Holden
- 2003 : Vampires Anonymous : Daniel McBain
- 2004 : Soccer Dog 2 : Championnat d'Europe : Randy McSorley
- 2004 : Le Singe funky : l'assistant au zoo
- 2004 : The Prime Time Kid
- 2006 : Cloud 9 : Steve
- 2006 : The Boys and Girls Guide to Getting Down : Bryce
- 2006 : L'École des dragueurs : le stuart
- 2007 : Leo : l'assistant réalisateur
- 2008 : Super Héros Movie : Nerdy Dragonfly
- 2008 : An American Carol : un passager
- 2011 : J. Edgar : le propriétaire du restaurant
- 2012 : Mayhem : le détective
- 2013 : The Little Rascals Save the Day : le facteur
- 2014 : Jersey Boys : Barry Belson
- 2020 : Promising Young Woman d'Emerald Fennell

#### Télévision
- 1994 : La Loi de la Nouvelle-Orléans : Danny (1 épisode)
- 1994 : Beverly Hills 90210 : le deuxième gage (1 épisode)
- 1994 : Roseanne: An Unauthorized Biography : le jeune homme
- 1994-1995 : Sauvés par le gong : La Nouvelle Classe : Jock et Brick (2 épisodes)
- 1994-1996 : Sister, Sister : Steve (13 épisodes)
- 1995 : Misery Loves Company : Billy (1 épisode)
- 1995-1996 : Night Stand : Eric Johnson (2 épisodes)
- 1996 : Campus Cops : Frat Boy (1 épisode)
- 1996 : Pacific Blue : le batteur sans-abri (1 épisode)
- 1996 : Space 2063 : l'ingénieur (1 épisode)
- 1996 : The Rockford Files: Punishment and Crime : Kravitz
- 1996 : Goode Behavior (1 épisode)
- 1997 : Expériences interdites : le gorille (1 épisode)
- 1997 : The Steve Harvey Show : DeAndre (1 épisode)
- 1997 : Le Visiteur : Steven (1 épisode)
- 1997 : Mike Hammer : Ozzie (1 épisode)
- 1997-1998 : Sept à la maison : Kevin et Mitch (3 épisodes)
- 1997-2003 : JAG : Plusieurs rôles (3 épisodes)
- 1998 : Papa bricole : Grant (1 épisode)
- 1998 : Les Anges du bonheur : Denny (1 épisode)
- 1998 : Costello : Din-Din (3 épisodes)
- 1998 : Felicity : Steve (1 épisode)
- 1999 : Misguided Angels : Clarence (3 épisodes)
- 1999 : Inherit the Wind : Howard
- 1999 : Snoops (en) : l'officier de sécurité
- 2000 : La Loi du fugitif : Député Jimmy Crowder (1 épisode)
- 2000 : Charmed : Le Cochon (1 épisode)
- 2001 : Three Sisters : Mark (1 épisode)
- 2002 : The Santa Trap : Officier Calhoun
- 2003-2009 : Monk : Chet Walsh et Sergent Myers (2 épisodes)
- 2004 : Spy Girls : Six-Pack (1 épisode)
- 2004 : Threat Martix : Billy (1 épisode)
- 2004 : Division d'élite : Roger Clark (1 épisode)
- 2004 : New York Police Blues : Officier Shane (1 épisode)
- 2004 : Les Experts : Marty Kessler (1 épisode)
- 2005 : Veronica Mars : Gabe (1 épisode)
- 2005 : Unscripted (1 épisode)
- 2005 : Zoé : Joe le mécanicien (1 épisode)
- 2005 : Grey's Anatomy : Orderly (1 épisode)
- 2005 : House of the Dead 2 : O'Conner
- 2005 : Las Vegas : Joe le frère de George (1 épisode)
- 2006 : Ce qu'on fait par amour... : Jake Ryder
- 2006 : Jane Doe: Yes, I Remember It Well : Al Jencks
- 2006 : La Classe : un employé (1 épisode)
- 2006 : American Men : Le Mike
- 2007 : Big Love : un avocat (1 épisode)
- 2007 : Saving Grace : Cam (1 épisode)
- 2007 : Vol 732, terreur en plein ciel : Shaw (1 épisode)
- 2007 : Nip/Tuck : Gabriel Marks (1 épisode)
- 2008 : Derrière les apparences : Matty
- 2008 : iCarly : Braxley (1 épisode)
- 2008 : Pour le meilleur et le pire : Sid (1 épisode)
- 2008 : La Vie de croisière de Zack et Cody : Haggis (1 épisode)
- 2009 : Les Sorciers de Waverly Place : Baxter Night (1 épisode)
- 2009 : Commercial Break : lui-même (1 épisode)
- 2009 : Brothers : Kyle (1 épisode)
- 2010 : Un amour plus que parfait : Stu
- 2010 : Dick Tracy Special : le garde de sécurité
- 2011 : Chuck : Irv (1 épisode)
- 2011 : Thunderballs
- 2012 : Supah Ninjas : Frostbite (1 épisode)
- 2012 : Shake It Up! : Ralph (1 épisode)
- 2013 : The Following : Jordy Raines (3 épisodes)
- 2013 : Sullivan and Son : Chuck (1 épisode)
- 2013 : Rizzoli et Isles : Coach Mike (1 épisode)
- 2013 : A Country Christmas Story : Sam
- 2013 : Bones : Norman Johnson (1 épisode)
- 2014 : Esprits criminels : David Wade Cunningham (1 épisode)